# Masque Nzambe-Kana

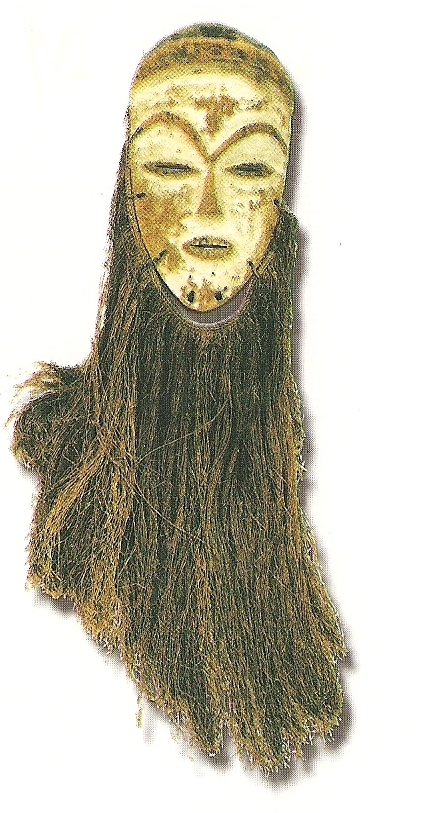
Masque Nzambe-Kana

Le masque Nzambe-Kana est un masque traditionnel gabonais  originaire du groupe ethnique Pove dans la région de l'Ogooué-Lolo (Gabon).

## Origine
Nzambe-Kana est considéré pour la tribu des Mitsogho ainsi que part les Bapinzi comme le père du genre humain, le premier homme sur la terre. Le masque qui lui est dédié <Nzambe-Kana> est utilisé au cours des cérémonies rituels d'une doctrine appelé le Bwiti Mitsogho.

## Description
Le masque représenté ci-dessus est haut de 31 cm et large de 18. Il est taillé dans du bois tendre et peint en blanc à l'aide d'argile. La barbe est faite de raphia.
Le style est apparenté aux formes de la région de la Ngounié, mais il en constitue une variante par son dépouillement. Le visage, blanc comme chez les Bisira, les Bapunu et les Mitsogo est un ovale très plat, alors que les Okuyi de l'ouest ont le front très bombé. Les yeux, les sourcils en W renversé, le nez triangulaire, et la petite bouche sont plutôt suggérés que mis en relief. 

## Utilisation
Ce masque, toujours porté par des hommes, apparaît de jour dans la cour du village. 
Il a une connotation sexuelle, symbolisant la fertilité. Il représente aussi "Moghondzi", l'esprit d'un défunt, et peut apparaître lors des fêtes de deuil des gens importants.
Il a parfois pris la place du masque Ngil des Fangs dans les zones de contact inter-ethnique, vers Lambaréné notamment.